# Halloween: la maldición de Michael Myers
Halloween: The Curse of Michael Myers (en España e Hispanoamérica: Halloween: La Maldición de Michael Myers, originalmente concebida en tráileres como Halloween 6: The Origin of Michael Myers "El Origen de Michael Myers" o simplemente como Halloween 6) es una película de 1995 de estadounidense de terror sobrenatural y slasher. Es la sexta entrega de la saga de Halloween, con las apariciones de Donald Pleasence, Paul Rudd, Marianne Hagan y dirigida por Joe Chappelle. La trama tiene relación directa con la "Maldición de Thorn", un símbolo que ya había aparecido en Halloween 5. Esta entrega es quizá la más controvertida de todas al ser la más violenta y, principalmente, debido a los cortes y ediciones que se hicieron, alternando el final de la película. El final alternativo es conocido como "Producer's Cut" (edición de producción).
En España, la película fue distribuida por Emon.

## Argumento
Seis años después de la película anterior, Michael Myers y su sobrina Jamie Lloyd han sido secuestrados por el Hombre de Negro y su culto druida. El 31 de octubre de 1995, Jamie, de quince años, da a luz y escapa con su bebé en una camioneta robada con Michael persiguiéndola.
Mientras tanto, el Dr. Sam Loomis, ahora retirado, recibe la visita de su amigo, el Dr. Terence Wynn, el administrador principal del Sanatorio Smith's Grove, donde Michael había estado encarcelado cuando era niño. Cuando Wynn le pide a Loomis que regrese a Smith's Grove, escuchan la petición de ayuda de Jamie en una estación de radio local. Michael alcanza a Jamie y la mata, sólo para descubrir que ha escondido a su hijo en otro lugar.
En Haddonfield, la antigua casa de los Myers ahora es propiedad de parientes de la familia de Morgan Strode, el padre adoptivo de Laurie: su hermano John y su esposa Debra viven con sus hijos adultos Kara y Tim, y el hijo de seis años de Kara, Danny, que está atormentado por visiones del Hombre de Negro diciéndole que cometa un asesinato. En la pensión de enfrente vive Tommy Doyle, el niño que Laurie cuidaba en 1978, ahora un recluso obsesionado con encontrar la verdad detrás de los motivos de Michael. Al escuchar también el grito de ayuda de Jamie, rastrea la llamada hasta una estación de autobuses y encuentra al bebé, al que llama Steven.
Después de encontrarse con Loomis y contarle sobre los Strode, Tommy localiza a Kara y Danny y los lleva a un lugar seguro en la pensión. Le dice a Kara que cree que Michael está bajo la influencia de Thorn , una antigua maldición druida que lleva a una persona a matar a su familia en Halloween. Menciona que Steven será el sacrificio final de Michael antes de partir para encontrarse con Loomis. Mientras tanto, Michael regresa a la casa de su infancia y mata a Debra, John, Tim y Beth, la novia de Tim.
La Sra. Blankenship, la dueña de la pensión, que era niñera de Michael en la noche en que mató a su hermana Judith, le dice a Kara que Danny escucha la misma voz como el joven Michael en 1963. El Hombre de Negro llama a Danny a la casa de los Myers, lo que obliga a Kara a rescatar a su hijo de Michael. Al regresar a la pensión, se revela que el Hombre de Negro es el Dr. Wynn. Los miembros de la secta irrumpen y, con la ayuda de la Sra. Blankenship, secuestran a Kara, Danny y Steven y los llevan a Smith's Grove. Kara está encerrada en una sala de máxima seguridad mientras los niños permanecen en un quirófano.
Tommy y Loomis van al sanatorio donde Loomis se enfrenta a Wynn, quien insinúa que el personal de Smith's Grove ha estado estudiando el mal puro para aprender a controlarlo. Se supone que Steven es el resultado exitoso de la fertilización in vitro para clonar el ADN de Michael. Wynn quiere que Loomis se una a él, ya que fue el primero en ver el poder dentro de Michael. Loomis se niega y un médico lo noquea. Mientras tanto, Tommy libera a Kara mientras Michael los persigue por el sanatorio. Observan cómo Wynn y su equipo se preparan para un procedimiento quirúrgico antes de que Michael aparezca de repente y se vuelva contra la secta, matándolos a todos.
Tommy y Kara rescatan a los niños mientras Michael los persigue hasta un laboratorio que contiene fetos de los experimentos fallidos de Wynn. Tommy le inyecta a Michael un líquido corrosivo y lo golpea hasta dejarlo inconsciente con un tubo de plomo. Tommy, Kara y los niños abandonan Smith's Grove mientras Loomis se queda para ocuparse de algunos asuntos. En el interior, la máscara de Michael yace sola en el suelo del laboratorio mientras Loomis grita de fondo, lo que indica que Michael lo mató.

## Reparto
- George P. Wilbur: Michael Myers
- Donald Pleasence: Dr. Sam Loomis
- Paul Rudd: Tommy Doyle
- Marianne Hagan: Kara Strode
- Mitch Ryan: Dr. Terence Wynn
- Kim Darby: Debra Strode
- Bradford English: John Strode
- Keith Bogart: Tim Strode
- Mariah O'Brien: Beth
- Leo Geter: Barry Simms
- J. C. Brandy: Jamie Lloyd
- Devin Gardner: Danny Strode
- Susan Swift: Mary

## Escenas eliminadas
- Al principio de la película, se hace una recopilación de Halloween 5: La venganza de Michael Myers, donde se ve que la pequeña Jamie, después de ver lo que pasó en la comisaría, era secuestrada por el Dr. Wynn y miembros de la secta celta.

- En la parte donde la Sra. Blankenship le cuenta al pequeño Danny sobre las celebraciones hechas en el día de Samhain, se puede ver una escena donde tanto ella, como el Dr. Wynn y cincuenta personas más, están reunidos en un santuario dedicado a la espina del mal que domina a Michael. También la escena donde Kara Strode aparece encadenada en un altar de piedra en el mismo santuario, después de ser secuestrada.

- La última parte donde Tommy ataca a Michael y, tras noquearlo, le saca la máscara, descubriéndose que se trataba del Dr. Wynn, mientras que el sótano donde se rendían los cultos, explotaba en llamas.

- Para el final, cuando Sam Loomis regresa al hospital para arreglar cuentas con Wynn y descubre horrorizado que, durante todo el tiempo que persiguió a Michael, éste estuvo marcado con la misma espina del mal que él poseía. Era como si todo hubiera sido planeado desde antes.

## Nota
Esta es la última película en la que Donald Pleasence interpretó al Dr. Sam Loomis ya que esta cinta es del año 1995, el año que Donald Pleasence murió.
En esta película aparecen por última vez personajes como Jamie Lloyd, Tommy Doyle, Sam Loomis, etc.